# Brenno le tyran
Pour plus de détails, voir Fiche technique et Distribution.
Brenno le tyran (Brenno il nemico di Roma) est un film italien réalisé par Giacomo Gentilomo et sorti en 1963.

## Synopsis
En 390, Brennus, chef d'une tribu gauloise, envahit l'Etrurie et s'empare de Clusium. Nissia, une jeune vestale, et la force à l'épouser. Brennus attaque Rome et les défenseurs s'enferment dans la forteresse du Capitole. Fabius, le fiancé de Nissia, parvient à sortir de Rome par des souterrains secrets et s'en va avertir de la situation Camille, un valeureux guerrier, que la politique avait éloigné de Rome. Camille et ses troupes chassent les barbares de la ville et Fabius tue Brennus dans un combat singulier.
La bataille de l'Allia est montrée dans le film.

## Fiche technique
- Titre original : Brenno il nemico di Roma
- Titre français : Brenno le tyran
- Réalisation : Giacomo Gentilomo
- Scénario : Arpad De Riso et Giovanni Scolaro
- Dialogue : Adriano Bolzoni
- Montage : Gino Talamo
- Pays d'origine : Italie
- Format : Couleurs - 2,35:1 - Mono
- Durée : 95 minutes
- Genre : historique
- Date de sortie : 1963

## Distribution
- Gordon Mitchell  (VF : Rene Arrieu) : Brenno
- Tony Kendall : Quintus Fabius Ambustus
- Ursula Davis  (VF : Sophie Leclair) : Nissia
- Massimo Serato : Marcus Furius Camillus
- Margherita Girelli : Catulla la servante de Nissia
- Pietro Tordi  (VF : Pierre Michau) : Vaxo
- Erno Crisa  (VF : Michel Gatineau) : le sénateur Decio Vatinio
- Carla Calò : Armide la grande prêtresse
- Nerio Bernardi (VF : Pierre Collet)  : Marco Fabio
- Andrea Aureli  (VF : Albert Medina) : Thurn l'étrusque
- Aldo Pini  (VF : Jean Amadou) : le préfet Sabino le père de Nissia
- Carlo Lombardi  (VF : Louis Arbessier) : un sénateur
- Attilio Dottesio (VF : Jacques Deschamps)  : Justino
- Vassili Karis : Decius
- Aldo Cecconi : Karnak
- Fedele Gentile  (VF : Alain Nobis) : Epirione
- Claudio Catania : le petit Mauro
- Narration : Alain Nobis